# Elisa (namn)
Elisa eller Eliza är den feminina formen av det hebreiska namnet Elis, ursprungligen Elijah som betyder 'Jahve är min gud'. Elisa kan också vara en kortform av det hebreiska namnet Elisabet med betydelsen 'Gud är fullkomlighet'. Det äldsta belägget för namnet i Sverige är från år 1671.
Den 31 december 2014 fanns det totalt 2 991 kvinnor folkbokförda i Sverige med namnet Elisa eller Eliza, varav 1 374 bar det som tilltalsnamn.
Namnsdag saknas, men kan firas 20 september när Elise och Lisa har namnsdag.
Namnsdag i Sverige: saknas (före 1901: 14 juni, 1986-1992: 16 november). I den finlandssvenska namnsdagslängden har Elisa namnsdag 19 november sedan 2025.

## Personer med namnet Elisa eller Eliza

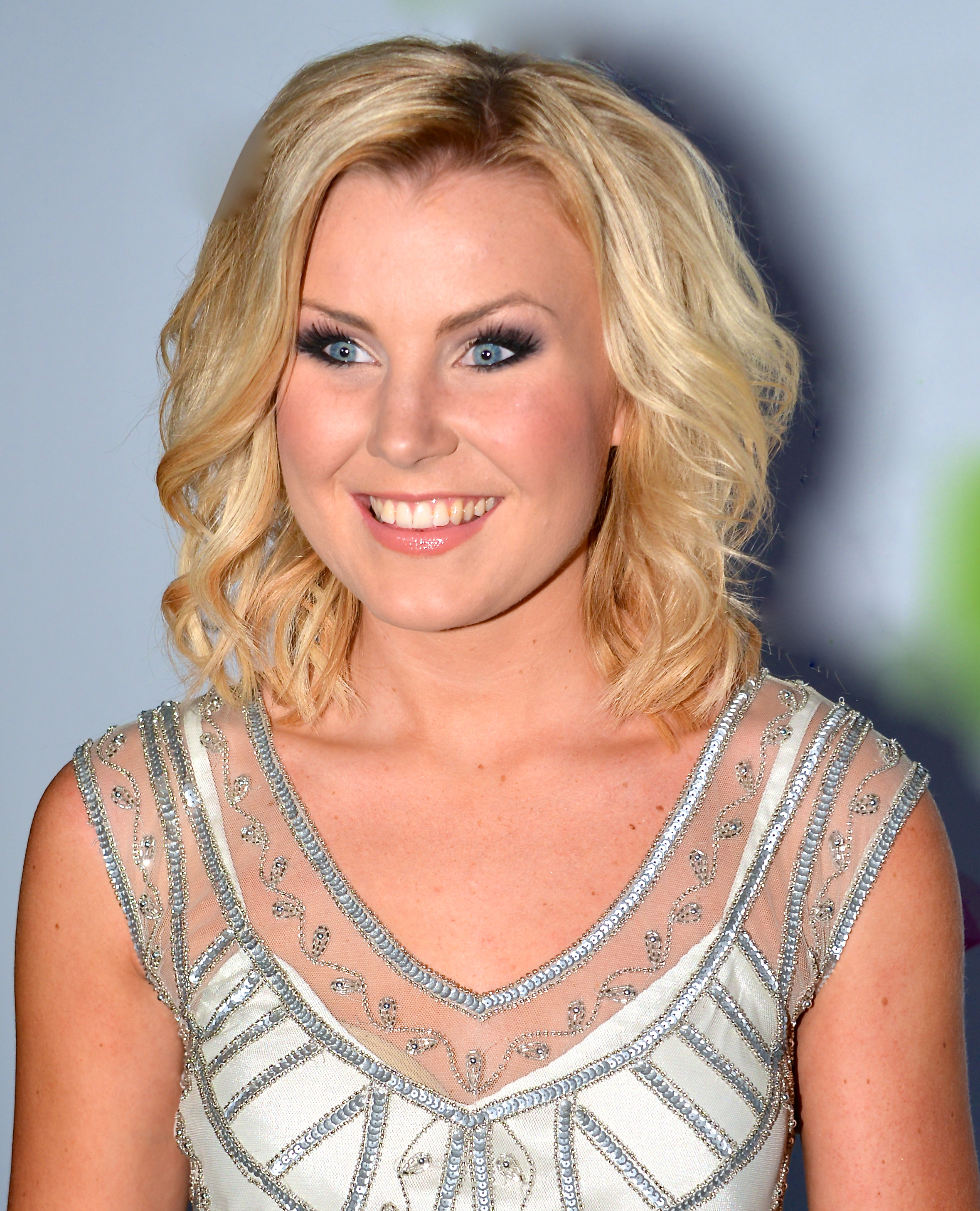
Elisa Lindström

- Elisa Abascal Reyes, svensk politiker (mp)
- Eliza Bennett, brittisk skådespelare
- Elisa Bernström, svensk soldat under Finska kriget
- Elisa Blanchi, en italiensk gymnast
- Elisa Bonaparte, syster till Napoleon Bonaparte, hertiginna av Lucca och prinsessa av Piombino, storhertiginna av Toscana, grevinna av Compignano
- Elisa Cusma, italiensk friidrottare
- Elisa Di Francisca, italiensk fäktare
- Eliza Dushku, amerikansk skådespelare
- Elisa Lindström, svensk sångerska
- Eliza Lucas, amerikansk agronom
- Eliza Lynch, Paraguayansk första dam
- Eliza Lynn Linton, brittisk författare
- Eliza McCardle Johnson, amerikansk presidentfru, hustru till Andrew Johnson
- Elisa Radziwill, en polsk-litauisk adelsdam
- Elisa von der Recke, tysk författare
- Elisa Rigaudo, italiensk friidrottare
- Eliza Roszkowska Öberg, svensk politiker (m)
- Elisa Santoni, en italiensk gymnast
- Eliza Taylor-Cotter, australisk skådespelare
- Elisa Uga, en italiensk fäktare